# Мариця
Мари́ця, також Еврос (грец. Έβρος), в античну добу Гебр — річка на Балканському півострові; велика частина перебігу на півдні Болгарії, пониззя служать межею між Грецією і Туреччиною. Довжина 525 км, площа басейну близько 54 тисяч км².
Річка бере початок в горах Рила, протікає Нижньофракійською низовиною, потім проривається через відроги Східних Родоп, впадає в Егейське море, утворюючи заболочену дельту. Основна притока — річка Тунджа (ліва).
Живлення переважне дощове, влітку сильно міліє. Використовується для зрошування, ГЕС. Судноплавна нижче міста Едірне. Середні витрати близько 200 м³/с.
На Мариці — міста Пазарджик, Пловдив, Димитровград (Болгарія), Едірне (Туреччина).
Довжина течії Мариці — 490 км, зрошуваний простір — 53 846 км².
У даний час нижньою течією Мариці відповідно до Лозаннським мирним договором проходить кордон між Грецією і Туреччиною.
Притоки Мариці:
- з лівої сторони:
  - Гіопсу,
  - Тунджа,
  - Ергене,
- з правої:
  - Крічіма,
  - Чепелар,
  - Арда.

Починаючи від Адріанополя Мариця, хоча і з труднощами, але все-таки доступна для судноплавства.

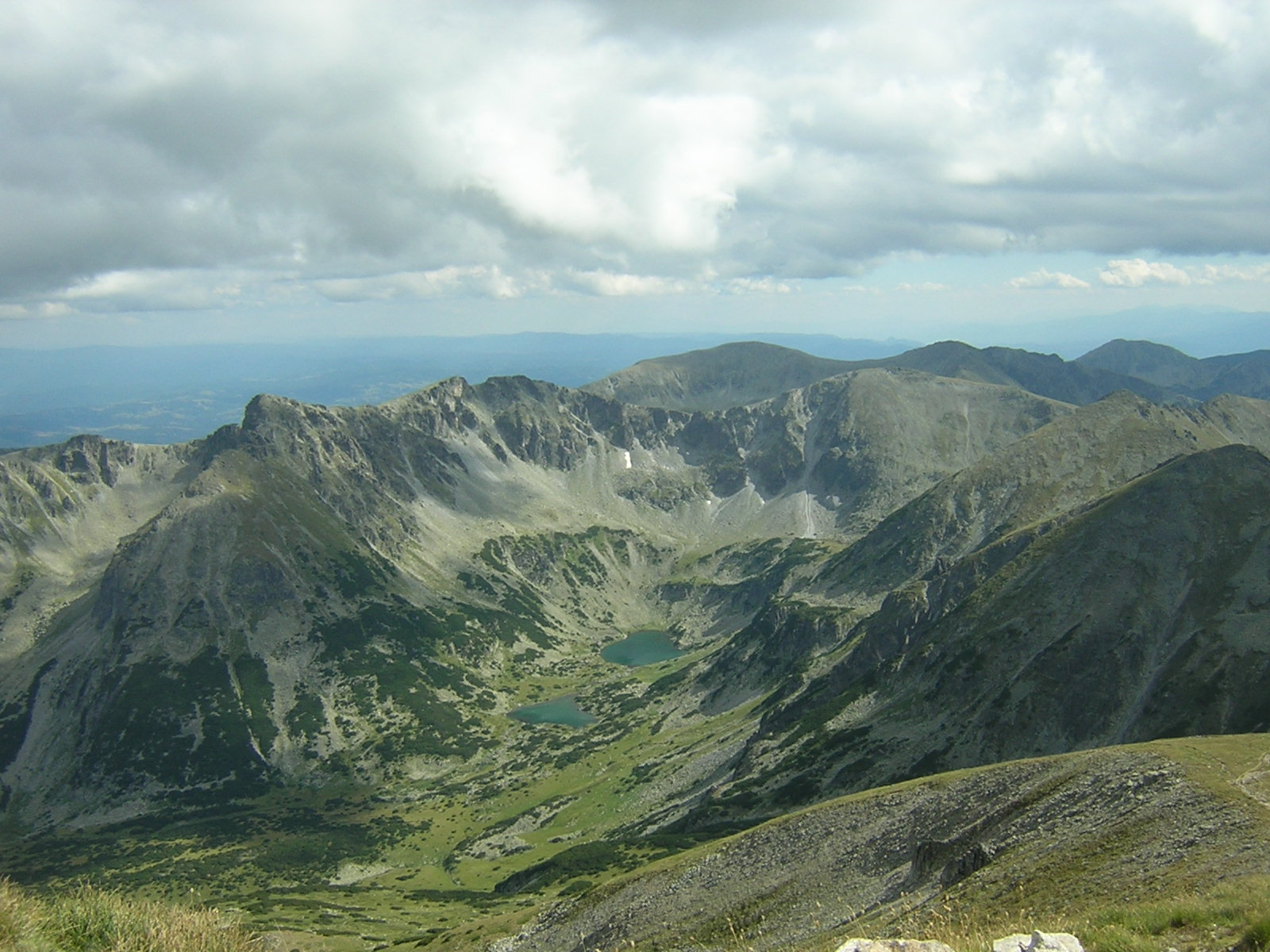
Витоки Маріци — озера Рильської Планини